# Euphaedra
Euphaedra är ett släkte av fjärilar. Euphaedra ingår i familjen praktfjärilar.

## Bildgalleri

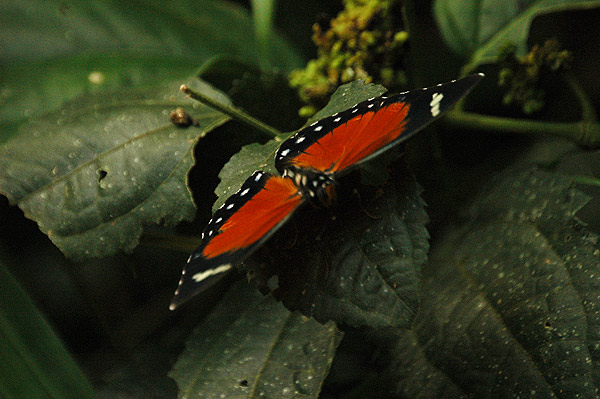
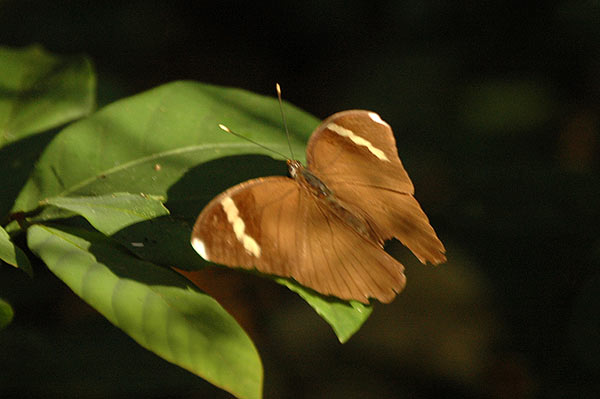
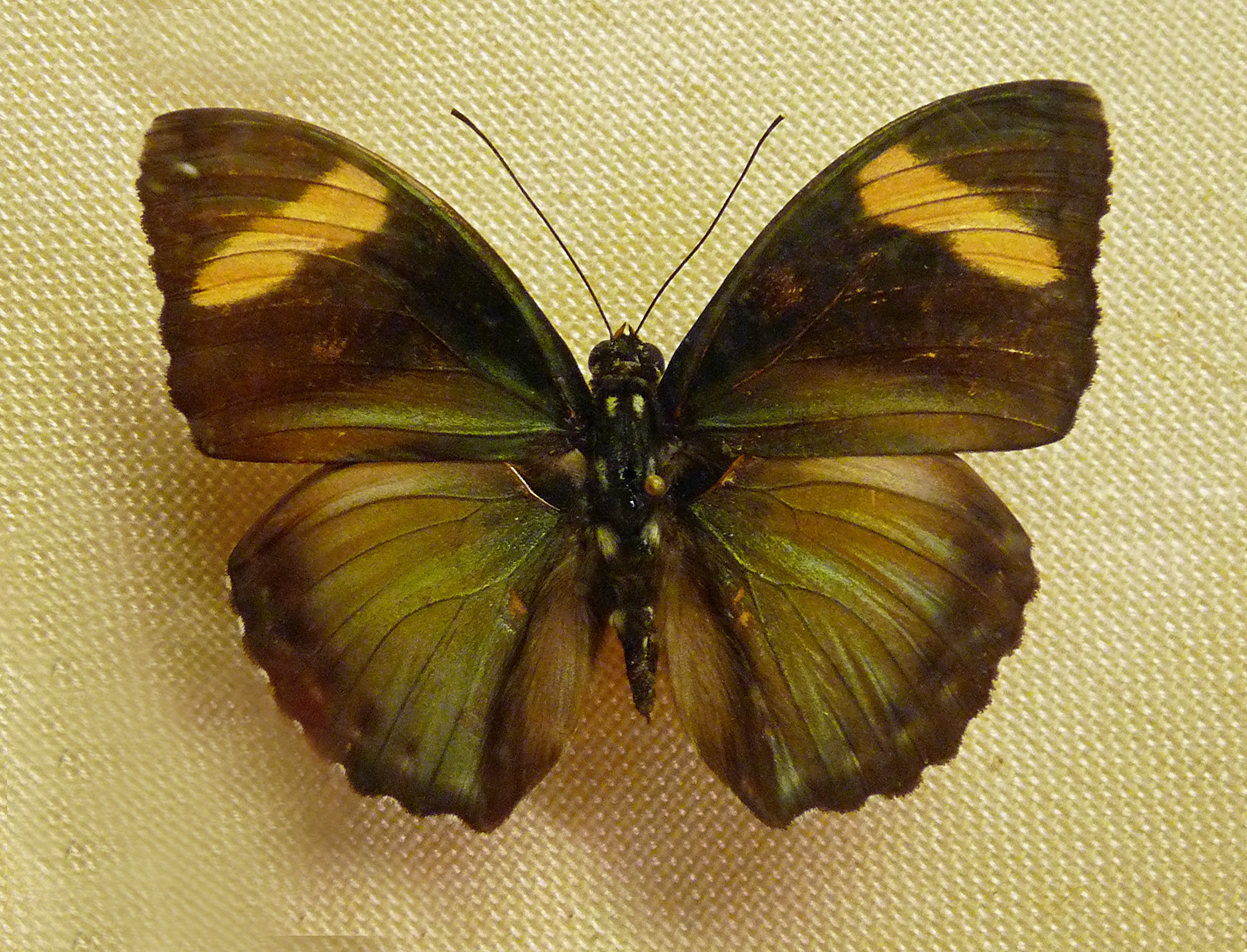
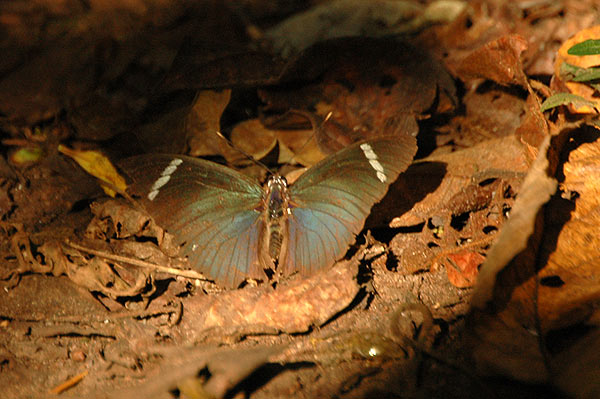
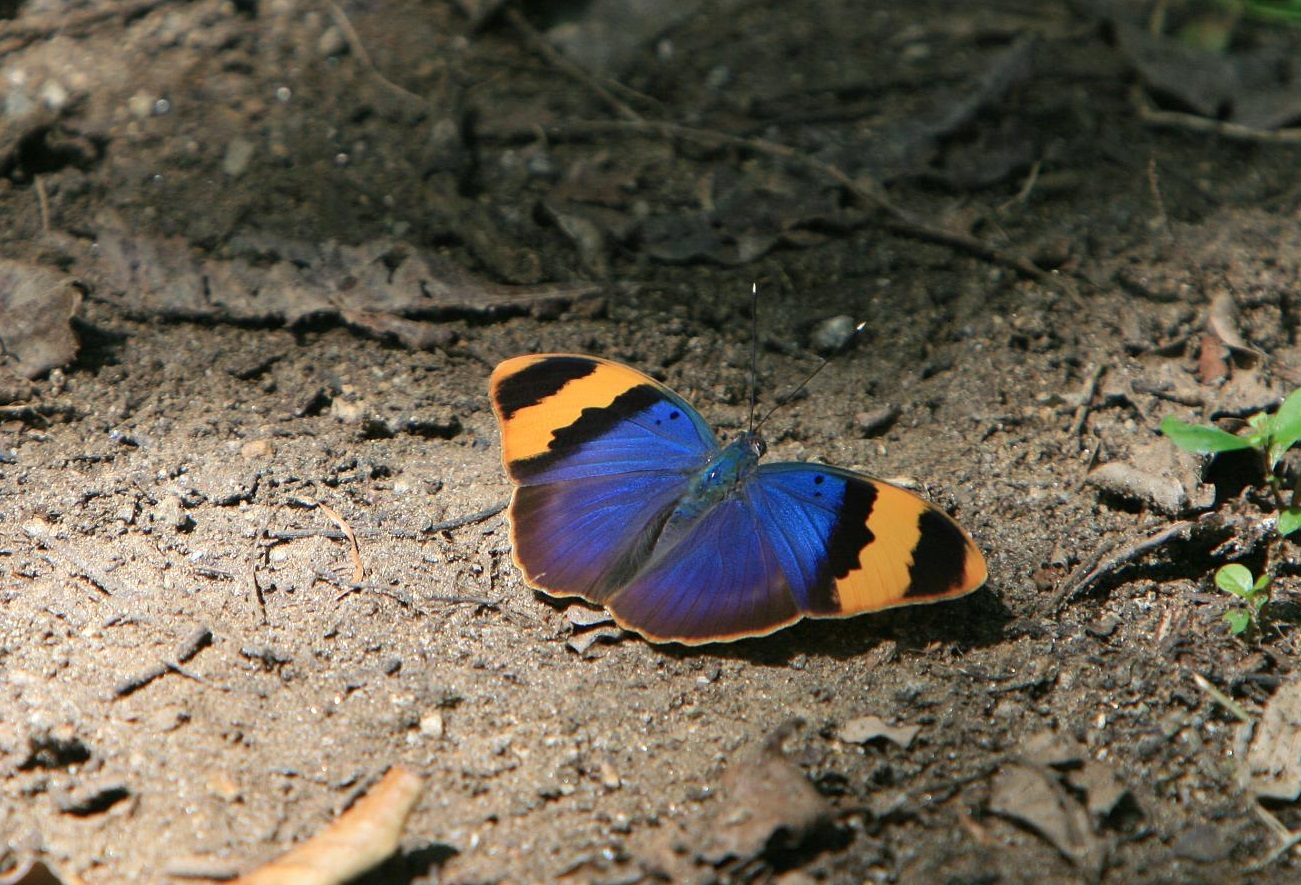
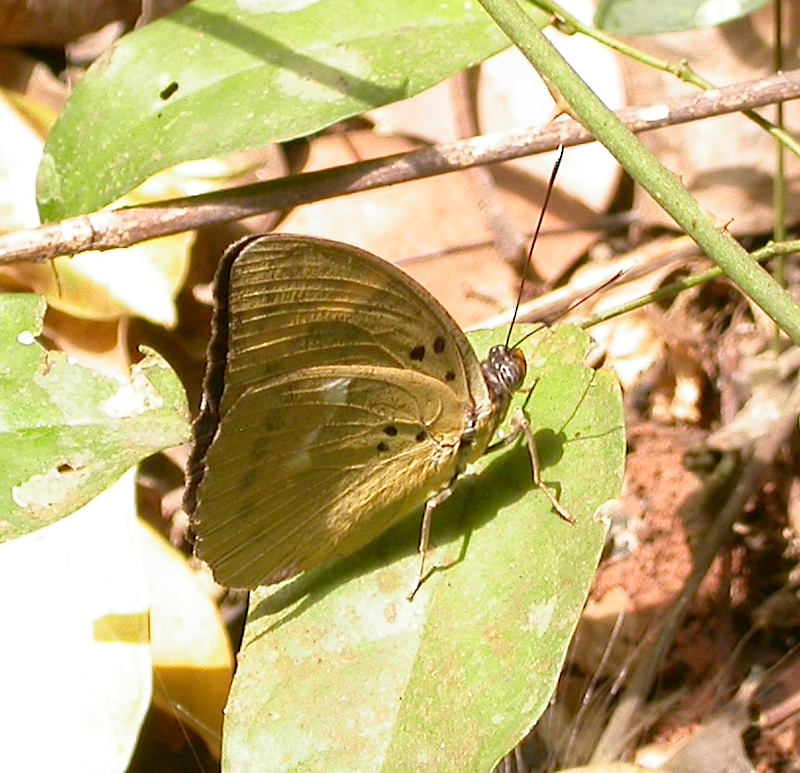

## Dottertaxa tillEuphaedra, i alfabetisk ordning[1]
- Euphaedra aberrans
- Euphaedra abluta
- Euphaedra abouna
- Euphaedra abyssinica
- Euphaedra acrozaleuca
- Euphaedra acuta
- Euphaedra adelica
- Euphaedra adolfifriderici
- Euphaedra adonina
- Euphaedra aequata
- Euphaedra afzelli
- Euphaedra agnes
- Euphaedra agraphica
- Euphaedra alacris
- Euphaedra alberici
- Euphaedra albida
- Euphaedra albipunctata
- Euphaedra albocoerulea
- Euphaedra albofasciata
- Euphaedra albovittata
- Euphaedra albula
- Euphaedra alternus
- Euphaedra angusta
- Euphaedra angustimarginata
- Euphaedra angustior
- Euphaedra ansorgei
- Euphaedra arcana
- Euphaedra arta
- Euphaedra artaynta
- Euphaedra attenuata
- Euphaedra aubergeri
- Euphaedra aurata
- Euphaedra aurea
- Euphaedra aureofasciata
- Euphaedra aureola
- Euphaedra auretta
- Euphaedra auriger
- Euphaedra aurivillii
- Euphaedra barnsi
- Euphaedra bergeri
- Euphaedra bipuncta
- Euphaedra bipunctata
- Euphaedra bombeana
- Euphaedra brevis
- Euphaedra bunyalae
- Euphaedra bwambaensis
- Euphaedra caerulescens
- Euphaedra campaspe
- Euphaedra castanea
- Euphaedra cato
- Euphaedra ceres
- Euphaedra ceroides
- Euphaedra christyi
- Euphaedra cinnamomea
- Euphaedra clarus
- Euphaedra clio
- Euphaedra coerulea
- Euphaedra coerulefacies
- Euphaedra coerulemaculata
- Euphaedra coeruleopunctata
- Euphaedra comixta
- Euphaedra composita
- Euphaedra condamini
- Euphaedra congoensis
- Euphaedra cooksoni
- Euphaedra coprates
- Euphaedra cottoni
- Euphaedra crawshayi
- Euphaedra crockeri
- Euphaedra crossei
- Euphaedra cuprea
- Euphaedra cyanea
- Euphaedra cyparissa
- Euphaedra cyparissoides
- Euphaedra dargeana
- Euphaedra dargei
- Euphaedra descarpentriesi
- Euphaedra difficilis
- Euphaedra diffusa
- Euphaedra ducarmei
- Euphaedra eberti
- Euphaedra eburnensis
- Euphaedra edwardsii
- Euphaedra elephantina
- Euphaedra eleus
- Euphaedra ellenbecki
- Euphaedra erasmus
- Euphaedra erithonius
- Euphaedra eupalus
- Euphaedra eusemoides
- Euphaedra extensa
- Euphaedra fasciata
- Euphaedra featheri
- Euphaedra fernanda
- Euphaedra ferruginea
- Euphaedra flava
- Euphaedra flavofasciata
- Euphaedra fontainei
- Euphaedra francina
- Euphaedra fraudata
- Euphaedra fucora
- Euphaedra fulvofasciata
- Euphaedra gabonica
- Euphaedra gausape
- Euphaedra grandis
- Euphaedra graueri
- Euphaedra griseargentina
- Euphaedra griseoviridis
- Euphaedra hamus
- Euphaedra harpalyce
- Euphaedra hebes
- Euphaedra hecqui
- Euphaedra herberti
- Euphaedra hewitsoni
- Euphaedra hollandi
- Euphaedra hybrida
- Euphaedra hybridus
- Euphaedra illustris
- Euphaedra imitans
- Euphaedra imperialis
- Euphaedra impleta
- Euphaedra impunctata
- Euphaedra inaequabilis
- Euphaedra inanoides
- Euphaedra inanum
- Euphaedra innocentia
- Euphaedra innota
- Euphaedra inornata
- Euphaedra insularis
- Euphaedra interjecta
- Euphaedra intermedia
- Euphaedra interpreta
- Euphaedra jacksoni
- Euphaedra janassa
- Euphaedra janetta
- Euphaedra janettina
- Euphaedra janettoides
- Euphaedra janthina
- Euphaedra johnstoni
- Euphaedra jolyana
- Euphaedra judith
- Euphaedra justitia
- Euphaedra kakamegae
- Euphaedra karschi
- Euphaedra katanga
- Euphaedra katangensis
- Euphaedra kataphraktar
- Euphaedra laboureana
- Euphaedra lacteata
- Euphaedra laguerrei
- Euphaedra lakuma
- Euphaedra landbecki
- Euphaedra lata
- Euphaedra latefasciata
- Euphaedra latifasciata
- Euphaedra leloupi
- Euphaedra limita
- Euphaedra littoralis
- Euphaedra losinga
- Euphaedra lucille
- Euphaedra lucullus
- Euphaedra lulua
- Euphaedra luperca
- Euphaedra lupercoides
- Euphaedra luteofasciata
- Euphaedra lutescens
- Euphaedra margaritifera
- Euphaedra marginalis
- Euphaedra marginemaculata
- Euphaedra margueriteae
- Euphaedra maxima
- Euphaedra medon
- Euphaedra medonoides
- Euphaedra mendax
- Euphaedra meruensis
- Euphaedra mirabilis
- Euphaedra moderata
- Euphaedra monticola
- Euphaedra neophron
- Euphaedra neumanni
- Euphaedra neustetteri
- Euphaedra nguruensis
- Euphaedra nigrobasalis
- Euphaedra nigrocilia
- Euphaedra nigrodiscalis
- Euphaedra nigroextensa
- Euphaedra nipponicorum
- Euphaedra nitidula
- Euphaedra niveovittata
- Euphaedra njami
- Euphaedra njamnjami
- Euphaedra normalis
- Euphaedra notata
- Euphaedra obsoleta
- Euphaedra occidentalis
- Euphaedra ochracea
- Euphaedra ochrofasciata
- Euphaedra olivacea
- Euphaedra opalina
- Euphaedra orientalis
- Euphaedra orientis
- Euphaedra overlaeti
- Euphaedra paradoxa
- Euphaedra paupera
- Euphaedra peculiaris
- Euphaedra permixtum
- Euphaedra perochrata
- Euphaedra perseis
- Euphaedra perturbans
- Euphaedra phaethusa
- Euphaedra pholus
- Euphaedra phosphor
- Euphaedra plagiaria
- Euphaedra prasina
- Euphaedra pratinas
- Euphaedra preussi
- Euphaedra preussoides
- Euphaedra pseudeleus
- Euphaedra rattrayi
- Euphaedra ravola
- Euphaedra reducta
- Euphaedra rex
- Euphaedra rezia
- Euphaedra rezioides
- Euphaedra rotundata
- Euphaedra rubocostata
- Euphaedra rubromaculata
- Euphaedra rubronotata
- Euphaedra rufescens
- Euphaedra rufobrunneus
- Euphaedra ruspina
- Euphaedra rydoni
- Euphaedra sankuruensis
- Euphaedra saphirinia
- Euphaedra sarcoptera
- Euphaedra sardetta
- Euphaedra sarita
- Euphaedra saritina
- Euphaedra schultzei
- Euphaedra seminigra
- Euphaedra semipreussiana
- Euphaedra serena
- Euphaedra simplex
- Euphaedra sinuosa
- Euphaedra somptuosa
- Euphaedra sophron
- Euphaedra sordida
- Euphaedra spatiosa
- Euphaedra stigmatica
- Euphaedra strasseni
- Euphaedra subargentina
- Euphaedra subferruginea
- Euphaedra subreducta
- Euphaedra subviridis
- Euphaedra sudanensis
- Euphaedra suffusa
- Euphaedra swanzyana
- Euphaedra symphona
- Euphaedra themidoides
- Euphaedra themis
- Euphaedra ubangi
- Euphaedra uganda
- Euphaedra uniformis
- Euphaedra upemba
- Euphaedra vansomereni
- Euphaedra wardi
- Euphaedra variabilis
- Euphaedra variegata
- Euphaedra versicolora
- Euphaedra vespasia
- Euphaedra vetusta
- Euphaedra villiersi
- Euphaedra violacea
- Euphaedra viridicaerulea
- Euphaedra viridifasciata
- Euphaedra viridinotata
- Euphaedra viridis
- Euphaedra wissmanni
- Euphaedra vulnerata
- Euphaedra xerophila
- Euphaedra xypete
- Euphaedra zaddachi
- Euphaedra zambesia
- Euphaedra zampa
- Euphaedra zenkeri
- Euphaedra zeuxis
- Euphaedra zukumaensis